# Morne Rouge
Morne Rouge ist zusammen mit seinem Zweitgipfel Morne Fous ein vulkanischer Berg am Südzipfel des Inselstaates Dominica. Morne Rouge erreicht nur eine Höhe von 373 m, ist aber durch seine Lage sehr auffällig und bildet den Abschluss der Soufrière Ridge nach Süden. Die Grenze zwischen den Parishes Saint Mark und Saint Patrick verläuft über seinen Gipfel.

## Geographie
Der Berg steht am südlichsten Zipfel der Insel und steigt direkt aus dem Meer aus an. Die Südflanke ist sehr Steil, während nach Norden die Landschaft sanfter abfällt. Das Petit Coulibri Estate liegt auf der Nordseite.
Zusammen mit dem Morne Crabier ist er einer der südlichsten Berge von Dominica.